# Michael Joseph Savage
Michael Joseph Savage (Tatong, Australia, 23 de marzo de 1872 - Wellington, 27 de marzo de 1940) fue un político neozelandés.
Ocupó el cargo de Primer ministro de Nueva Zelanda del 6 de diciembre de 1935 al 27 de marzo de 1940.
En 1907 emigró a Nueva Zelanda y nueve años después se afilió al Partido Laborista. En 1933, tras la muerte de Harry Holland, se convirtió en el líder del partido. Ganó las elecciones de 1935 y 1938, pero en 1940 tuvo que dejar el cargo en manos de Peter Fraser por una grave enfermedad. Lo más significativo de su mandato fue la creación en 1938 del sistema de Seguridad Social, imperante hasta el mandato de Jim Bolger. Además, Nueva Zelanda fue uno de los primeros países en declarar la guerra a la Alemania nazi en los comienzos de la Segunda Guerra Mundial.